# Jana Zoubková
Jana Zoubková, coniugata Doležalová (Praga, 21 settembre 1948), è un'ex cestista cecoslovacca.

## Carriera
Con la Cecoslovacchia ha disputato i Campionati mondiali del 1971 e i Campionati europei del 1974.